# 太元 (呉)
太元（たいげん）は、呉の大帝孫権の治世に行われた元号。
251年 - 252年。

## 出来事
- 元年5月：立后により赤烏14年を太元と改元。
- 2年2月：神鳳と改元。

## 西暦・干支との対照表
| 太元 | 元年  | 2年   |
| 西暦 | 251年 | 252年 |
| 干支 | 辛未  | 壬申  |

## 他元号との対照表
| 太元 | 元年   | 2年    |
| 魏   | 嘉平3  | 嘉平4  |
| 蜀   | 延熙14 | 延熙15 |